# L'Altera
|  | Aquest article tracta sobre la Serra de l'Altera a Camarasa. Vegeu-ne altres significats a «L'Altera (Camarasa)». |

L'Altera és una serra situada al municipi de Camarasa a la comarca de la Noguera, amb una elevació màxima de 684 metres.